# Nuquí
Nuquí ist eine Gemeinde (municipio) an der Pazifikküste im Nordwesten Kolumbiens im Departamento Chocó. Auf dem Gebiet der Gemeinde Nuquí befindet sich ein Teil des Naturparks Utría.

## Geographie
Nuquí liegt im Westen und Zentrum von Chocó auf einer Höhe von 5 m ü. NN, 184 km von Quibdó entfernt. Die Gemeinde grenzt im Norden an Bahía Solano, im Osten an Alto Baudó, im Westen an den Pazifischen Ozean und im Süden an Bajo Baudó.

## Bevölkerung
Die Gemeinde Nuquí hat 8958 Einwohner, von denen 3977 im städtischen Teil (cabecera municipal) der Gemeinde leben (Stand: 2019).

## Geschichte
Bei der Gründung des Ortes spielte zum einen eine Expedition von Juanito Castro auf der Suche nach der Naturfaser vom Damagua-Baum vom Río Baudó aus eine Rolle. Zum anderen gab es Siedlungsbewegungen, die von Buenaventura ausgingen. Als offizielles Gründungsjahr wird 1917 angegeben.

## Wirtschaft
Die wichtigsten Wirtschaftszweige von Nuquí sind Fischerei, Tierhaltung und Landwirtschaft.

## Verkehr
Nuquí ist nur mit dem Flugzeug von Quibdó, Medellín und Pereira bzw. mit dem Boot von Buenaventura oder Panama zu erreichen, da keine Straßen dorthin führen. Propellermaschinen von Satena, Pacific oder Clic bedienen regelmäßig den Flughafen von Nuquí, den Aeropuerto Reyes Murillo (IATA-Code: NQU) in 50 Minuten vor allem von Medellín aus. 

## Tourismus
In Nuquí finden sich einsame Strände. Nuquí eignet sich besonders gut für Expeditionen in den Regenwald, zahlreiche Anbieter und Lodges organisieren geführte Touren. Darüber hinaus finden sich auch gute Tauchgebiete.